# 2,3-Diméthylpentane
Le 2,3-diméthylpentane est un hydrocarbure saturé de la famille des alcanes de formule C7H16. Il est un des neuf isomères de l'heptane.

## Propriétés physico-chimiques
Le carbone 3 au centre de la chaîne pentane est asymétrique, ce qui en fait une molécule chirale avec 2 énantiomères:
- (R)-2,3-diméthylpentane, numéro CAS 54665-46-2
- (S)-2,3-diméthylpentane, numéro CAS 7485-45-2